# Mesanthura astelia
Mesanthura astelia är en kräftdjursart som beskrevs av Gary C.B. Poore och Lew Ton 1986. Mesanthura astelia ingår i släktet Mesanthura och familjen Anthuridae. Inga underarter finns listade i Catalogue of Life.